# Isola Black (arcipelago di Ross)
L'isola Black è un'isola situata nella parte nord-occidentale della Dipendenza di Ross, in Antartide. In particolare l'isola, che fa parte dell'arcipelago di Ross, si trova subito a nord della scogliera Minna, tra la penisola Brown, a ovest, e l'isola White, a est, da cui la divide lo stretto di White, davanti alla parte meridionale della costa di Scott. Completamente circondata dai ghiacci della barriera di Ross e della piattaforma McMurdo, quest'isola raggiunge la massima altezza con la vetta del monte Aurora, a 1041 m s.l.m., ed è costituita, data la sua natura vulcanica, da una serie di duomi lavici trachitici e coni piroclastici basaltici. Utilizzando il metodo di datazione al potassio-argon è stato possibile datare le rocce vulcaniche dell'isola Black a un periodo che va 1,69 a 3,8 milioni di anni fa.

## Storia
L'isola Black fu avvistata per la prima volta nel giugno 1902, nel corso della spedizione Discovery, condotta dal 1901 al 1904 al comando di Robert Falcon Scott. Il nome le fu dato proprio da Scott in virtù della quasi totale assenza di neve che caratterizza l'isola e quindi del suo predominante colore nero ("black" in inglese). Tale mancanza non è da imputare all'attività vulcanica dell'isola, quanto piuttosto alla presenza della vicina scogliera Minna, che la ripara dal vento.
Oggi, nei pressi del monte Melania, nella parte settentrionale dell'isola, è presente la più grande stazione a terra del Programma Antartico degli Stati Uniti d'America.